# Cassa delle ammende
La Cassa delle ammende è un ente pubblico italiano, istituito presso il Ministero della giustizia e dallo stesso vigilato.
In particolare è un ente di diritto pubblico istituito con la legge 9 maggio 1932, n. 547; mentre lo statuto è stato da ultimo emanato con D.P.C.M. 10 aprile 2017 n. 102. 
Organi della Cassa delle ammende sono il Presidente, il Consiglio di amministrazione, il Segretario generale e il Collegio dei revisori dei conti.

## Oggetto dell'attività
L'ente finanzia programmi e progetti finalizzati al reinserimento sociale delle persone in esecuzione della pena e cura la gestione dei depositi cauzionali. In particolare si occupa dell'erogazione di finanziamento per i seguenti interventi:
- programmi di reinserimento di detenuti e di internati, consistenti nell'attivazione di percorsi di inclusione lavorativa e di formazione, anche comprensivi di eventuali compensi a favore dei soggetti che li intraprendono, e finalizzati all'acquisizione di conoscenze teoriche e pratiche di attività lavorative che possano essere utilizzate nel mercato del lavoro
- programmi di reinserimento socio-lavorativo delle persone in misura alternativa alla detenzione o sottoposta a sanzioni di comunità, consistenti in percorsi di inclusione lavorativa e di formazione per la qualificazione professionale, anche comprensivi di compensi a favore dei soggetti che li intraprendono
- programmi per la sperimentazione di protocolli di valutazione del rischio, presa in carico ed intervento delle persone condannate
- programmi di assistenza ai detenuti, agli internati e alle persone in misura alternativa alla detenzione o soggette a sanzioni di comunità e alle loro famiglie, contenenti, in particolare, iniziative educative, culturali e ricreative
- programmi di recupero dei soggetti tossicodipendenti o assuntori abituali di sostanze stupefacenti o psicotrope o alcoliche
- programmi di integrazione degli stranieri sottoposti ad esecuzione penale, di cura ed assistenza sanitaria
- progetti di edilizia penitenziaria di riqualificazione e ampliamento degli spazi destinati alla vita comune e alle attività lavorative dei ristretti ovvero di miglioramento delle condizioni igieniche degli ambienti detentivi
- programmi finalizzati allo sviluppo di percorsi di giustizia riparativa e di mediazione penale
- programmi a sostegno dell'attività volontaria gratuita o del lavoro di pubblica utilità.

## Dotazione finanziaria e patrimonio
La dotazione finanziaria della Cassa è costituita dal  conto depositi e dal  conto patrimoniale. Al conto depositi affluiscono tutti i versamenti effettuati a titolo provvisorio o cauzionale. Sul conto patrimoniale sono versate tutte le altre somme, ed in particolare quelle devolute alla Cassa per disposizione di legge o per disposizione dell'autorità' giudiziaria. I fondi patrimoniali e i depositi cauzionali della Cassa sono depositati in conto fruttifero presso la Cassa depositi e prestiti.
Le  entrate della Cassa si distinguono in  entrate correnti ed entrate in conto capitale.
- Le entrate correnti sono costituite: 
  1. dalle rendite patrimoniali;
  2. dagli interessi sui depositi e su titoli;
  3. dai proventi o altre entrate espressamente devolute o assegnate dalla legge, o da altre fonti normative, direttamente alla Cassa;
  4. dai depositi costituiti presso la Cassa e a essa devoluti per disposizione dell'autorità giudiziaria;
  5. dai proventi delle manifatture carcerarie assegnati in base alla normativa vigente;
  6. dalla vendita di beni mobili fuori uso di proprietà della Cassa;
  7. da entrate eventuali e diverse.

- Le  entrate in conto capitale costituite da: 
  1. ricavi per vendite di beni immobili ed altri beni fruttiferi;
  2. rimborsi di titoli di proprietà;
  3. finanziamenti.

Il patrimonio della Cassa è costituito da: 
1. beni mobili e immobili in proprietà;
2. titolarità di concessioni e diritti acquisiti a qualunque titolo;
3. beni di qualsiasi natura che a essa pervengano per donazione o altro titolo;
4. titoli pubblici e privati acquisiti per eventuale investimento di disponibilità finanziarie;
5. fondi in deposito presso la Cassa depositi e prestiti o anche presso istituti di credito e in Cassa.

## Procedimento per finanziamento

### Programmi di reinserimento detenuti
Per quanto riguarda le procedure e le modalità di presentazione dei programmi e progetti da finanziare, è previsto che le articolazioni interne al Dipartimento dell'Amministrazione Penitenziaria e al Dipartimento della Giustizia Minorile e di Comunità del Ministero della Giustizia possano presentare programmi e progetti, secondo le procedure stabilite nello Statuto agli artt. 15 e seguenti.
La Cassa esamina le domande di finanziamento presentate dalle articolazioni dei Dipartimenti:
1. la Direzione generale dei detenuti e del trattamento;
2. la Direzione generale del personale e delle risorse;
3. la Direzione generale della formazione;
4. la Direzione generale per l'esecuzione penale esterna e di messa alla prova;
5. gli Istituti penitenziari;
6. gli Uffici territoriali di esecuzione penale esterna.

Le domande di finanziamento devono essere presentate utilizzando il modello approvato dal Consiglio di amministrazione e pubblicato sul sito web ufficiale del Ministero, sottoscritto dal titolare dell’organo proponente.
Le Direzioni generali ed i Provveditorati regionali che intendono presentare un programma o progetto per il finanziamento, possono inviare la domanda direttamente alla Cassa.
Le domande di finanziamento per programmi o progetti provenienti dagli Istituti Penitenziari possono essere presentate solo attraverso il competente Provveditorato regionale dell'Amministrazione Penitenziaria che le inoltra alla Direzione generale competente per la materia, oggetto dell’intervento.
Gli Uffici di esecuzione penale esterna presentano le domande solo attraverso la Direzione generale per l'esecuzione penale esterna e di messa alla prova del Dipartimento della Giustizia Minorile e di Comunità .
Le Direzioni generali e i Provveditorati regionali, nel trasmettere le domande presentate dalle articolazioni territoriali di loro competenza, esprimono un parere sulle finalità del programma o progetto e sulla sua inerenza agli scopi della Cassa, nonché sull'utilità e sulla congruità delle somme richieste.

### Attività di partenariato pubblico o privato
I progetti possono essere presentati dalle articolazioni dell’Amministrazione penitenziaria o dagli uffici di esecuzione penale esterna anche in partenariato con soggetti pubblici o privati. La scelta del partner privato o del soggetto privato attuatore del progetto deve essere sempre operata con procedure ad evidenza pubblica, anche attraverso le modalità della coprogettazione, alla luce rispettivamente delle disposizioni del d.lgs. 50/16, come modificato dal d.lgs. n. 56/17 e del d.lgs. 117/17.

### Finanziamento di attività promosse da parte di enti pubblici
Le domande di finanziamento possono essere presentate direttamente alla Cassa, anche dai Ministeri, dalle Regioni, dalle Province autonome di Trento e di Bolzano, dagli enti di area vasta, dai comuni anche consorziati, dalle fondazioni di diritto pubblico, da enti pubblici, università ed enti di ricerca le cui finalità sono conferenti con l’attività della Cassa.
Nelle Linee programmatiche è stabilito che gli Enti pubblici per presentare progetti che riguardano la popolazione in esecuzione penale, debbano chiedere il partenariato delle articolazioni territoriali dell’amministrazione penitenziaria e/o degli uffici di esecuzione penale esterna, coinvolti negli interventi per i quali richiedono i finanziamenti, proprio per garantire che vengano finanziati programmi rispondenti all'effettivo fabbisogno dell’utenza.
La Cassa ha stipulato in data 26 luglio 2018 un Accordo con la Conferenza delle Regioni, proprio per agevolare i rapporti con i predetti Enti, che hanno una specifica competenza sulla formazione professionale, le politiche sociali e del lavoro.
Sulla base di quanto previsto nel predetto Accordo e nelle linee programmatiche, le singole Regioni, in partenariato con i Provveditorati Regionali e gli Uffici interdistrettuali di esecuzione penale esterna competenti per territorio, possono presentare alla Cassa delle Ammende una proposta di programma.
A seguito del superamento della conseguente fase istruttoria e dell’approvazione da parte del consiglio di amministrazione, le Regioni stipulano la convenzione per la concessione del finanziamento con la Cassa.

### Progetti promossi da parte di enti privati
Le domande di finanziamento delle associazioni riconosciute ovvero iscritte fra gli enti ausiliari previsti dall'articolo 115 del D.P.R.309/90, nonché delle associazioni, fondazioni, enti privati, incluse le imprese sociali, che perseguono senza scopo di lucro, per statuto o per atto costitutivo, finalità di reinserimento sociale ed assistenza ai detenuti, agli internati ed alle persone in misura alternativa alla detenzione o soggette a sanzioni di comunità, possono essere presentate solo a seguito di Avviso pubblico, emanato dalla Cassa delle Ammende.
Gli enti privati possono partecipare alla realizzazione delle iniziative presentate dalle Amministrazioni legittimate, come soggetti attuatori di programmi o progetti o come partner di programmi o progetti, a seguito di procedure ad evidenza pubblica poste in essere dagli Istituti penitenziari, dagli Uffici di esecuzione penale esterna, dai Provveditorati Regionali dell’Amministrazione penitenziaria, dalle Direzioni Generali o da altri enti pubblici sopra indicate.
Le domande e i relativi allegati sono trasmessi alla Cassa, in via telematica e firmati digitalmente. Nel modello per la presentazione delle domande di finanziamento dei programmi e dei progetti è prevista, oltre l’indicazione dei dati identificativi del soggetto richiedente, anche la predisposizione di una relazione illustrativa nella quale è specificamente descritto il contenuto del progetto o del programma proposto, le finalità che si intendono perseguire e la loro coerenza con gli scopi della Cassa, le modalità, i tempi, il luogo ed i mezzi necessari per la sua attuazione, oltre che la specifica descrizione analitica delle spese che si intendono eseguire. Deve, altresì, essere data specifica indicazione: del responsabile di progetto del soggetto proponente, dei dati anagrafici e del codice fiscale; dei dati contabili necessari per le modalità di finanziamento deliberato.

## Il sistema di valutazione e controllo
I programmi e progetti sono, inoltre, sottoposti a un sistema di monitoraggio e valutazione, in itinere ed ex-post, per verificare il raggiungimento degli obiettivi programmati e dei risultati in termini di impatto rispetto all'efficacia degli interventi realizzati per il miglioramento della problematica rappresentata.